# 京・ごはんたべ
『京・ごはんたべ』（きょう・ごはんたべ）はKBS京都テレビで2014年4月5日から、TwellVでは4月20日からスタートしたグルメ番組。

## 概要
2013年に世界無形文化遺産に登録された『和食』。京都・花街の特有文化『ごはんたべ』。京都の地で格式を誇る料亭や名店の伝統の技に裏打ちされた調理やおもてなしの文化を紹介。東急ハーベストクラブ京都鷹峰&VIALAの情報も紹介する。TvellVでは30分バージョンを2作連続を放送。

## 放送時間
- KBS京都 土曜 11:30 - 11:45
- TwellV 日曜 20:30 - 21:00（〜2015年10月4日）、日曜 14:30 - 15:00（2015年10月11日〜）

## 放送リスト
- 第1話　2014. 4/ 5 瓢亭 〜春を告げる桜鯛〜
- 第2話　2014. 4/12 たん熊北店本店 〜春爛漫の松花堂〜
- 第3話　2014. 4/19 うお嘉 〜筍尽くし〜
- 第4話　2014. 4/26 美山荘 〜摘草料理〜
- 第5話　2014. 5/ 3 いづう 〜京に伝わる鯖姿寿司〜
- 第6話　2014. 5/10 辰巳屋 〜香り豊かな抹茶料理〜
- 第7話　2014. 5/17 星のや京都 〜京を彩る青もみじ皐月進取懐石〜
- 第8話　2014. 5/24 清和荘 〜名水が引き出す初夏の味〜
- 第9話　2014. 5/31 梅むら 〜爽やかな初夏の川床料理〜
- 第10話 2014. 6/ 7 平野屋 〜新緑の香る鮎料理〜
- 第11話 2014. 6/14 竹林 〜鵜飼見物で楽しむ鮎料理〜
- 第12話 2014. 6/21 AZEKURA 〜地元の恵み京野菜のイタリアン〜
- 第13話 2014. 6/28 中村楼 〜夏本番を告げる鱧と加茂なす〜
- 第14話 2014. 7/ 5 木乃婦 〜旬まっ盛りの鱧と水貝〜
- 第15話 2014. 7/12 菊水 〜出汁と調和 無花果と冬瓜〜
- 第16話 2014. 7/19 伊勢長 〜京料理の技を受け継ぐ祇園祭料理
- 第17話 2014. 7/26 美濃吉本店 竹茂楼 〜暑気払いの鱧料理〜
- 第18話 2014. 8/ 2 ひろや 〜清流を楽しむ川床料理〜
- 第19話 2014. 8/ 9 松山閣松山 〜精霊迎えでいただくゆば料理〜
- 第20話 2014. 8/16 吉田山荘 〜五山送り火を望む夏の懐石料理〜
- 第21話 2014. 8/23 洛雲荘 〜鴨川清流で味わう山の幸と川の恵み〜
- 第22話 2014. 8/30 美濃幸 〜茶懐石の汁と焼物〜
- 第23話 2014. 9/ 6 秋山 〜上賀茂の古民家で味わう鮎の風干しと茄子〜
- 第24話 2014. 9/13 萬亀楼 〜伝統の技法を受け継ぐ有職料理〜
- 第25話 2014. 9/20 半兵衛麩 〜京麩名店のむし養い料理〜
- 第26話 2014. 9/27 萬重 〜西陣が紡ぐ京料理〜
- 第27話 2014/10/ 4 魚山園 〜大原の自然と文化を繋ぐ京懐石〜
- 第28話 2014.10/13 一之舟入 〜京の食材が生み出す京風創作料理〜
- 第29話 2014.10/18 山ばな平八茶屋 〜街道茶屋に息づく若狭懐石〜
- 第30話 2014.10/25 奥丹清水 〜純古代作りの昔どうふ〜
- 第31話 2014/11/ 1 二條ふじ田 〜晩秋の京で暖を楽しむ蒸し寿司〜
- 第32話 2014.11/ 8 ボルドー 〜鷹峯の恵みと正統派フランス料理〜
- 第33話 2014.11/15 八千代 〜植治の庭と紅葉一枝〜
- 第34話 2014/11/22 京大和 〜歴史浪漫の紅葉月献立〜
- 第35話 2014.11/29 嵐山辧慶 〜名勝"嵐山" 旬彩の美味〜
- 第36話 2014.12/ 6 三嶋亭 〜文明開化の味を伝える すき焼き〜
- 第37話 2014.12/13 一子相伝 なかむら 〜味は心の三ツ星料理〜
- 第38回 2014.12/20 いもぼう平野家本店 〜海老芋と棒だらの出会いもの〜
- 第39回 2014.12/27 京料理道楽 〜江戸時代から続く伝統の正月迎え〜
- 第40回 2015. 1/ 3 下鴨茶寮 〜古都を調和した革新的な茶懐石〜
- 第41回 2015. 1/10 懐石近又 〜風情ある町屋で味わう冬の旬〜
- 第42回 2015. 1/17 魚三楼 〜伏見で生まれる素材本来の味〜
- 第43話 2015. 1/24 天㐂 〜あるがままの衣にまといて〜
- 第44話 2015. 1/31 梁山泊 〜うまいもんが好きな料理店〜
- 第45話 2015. 2/ 7 音戸山山荘 畑善 〜古都にうつろう季節の旬を盛る〜
- 第46話 2015. 2/14 レストラン スポンタネ 〜自然豊かな郷で流れる愛の調べ〜
- 第47話 2015. 2/21 とり料理瀬戸 〜古民家で味わう山里の鶏料理〜
- 第48話 2015. 2/28 西陣魚新 〜桃の節句の雛御膳〜
- 第49話 2015. 3/ 7 石塀小路かみくら 〜路地の奥にある伝統とモダニズム〜
- 第50話 2015. 3/12 祇園丸山 〜祇園で食べる桜点心〜
- 第51話 2015. 3/21 京料理 六盛 〜岡崎の春を待ち、桜で楽しむ旬の味〜
- 第52話 2015. 3/28 京都吉兆 〜花鳥風月みな料理なり〜

## スタッフ
- ナレーション：島よしのり
- 構成：北村りん
- カメラ：高木美津子
- 音声：大庭亜沙美
- 照明：山尾有香
- 編集：冨田拓資
- MA：田中徳知
- ディレクター：畠中隆好（オフィス・ニア）、冨山沙織
- プロデューサー：伊藤裕美（KBS京都）、横山直子（TwellV）
- 技術協力：スタジオマックス
- タイトル背景：永楽屋 十四代細辻伊兵衛
- 制作協力：KBS京都プロジェクト、オフィスべんけい
- 制作著作：KBS京都、TwellV